# Бакун, Алексей Александрович
Алексей Александрович Бакун (1910, Санкт-Петербург — 1981) — советский боксёр-любитель, выступавший в полулёгком весе (до 57 кг). Чемпион СССР 1935 года, бронзовый призёр чемпионата РСФСР 1932 года и трёхкратный чемпион Ленинграда в 1931, 1932 и 1924 годах. Мастер спорта СССР (1940). Участник советско-финляндской 1939—1940 годов и Великой Отечественной войн, капитан Красной армии. Автор книги «Записки боксёра».

## Биография
Алексей Бакун родился в 1910 году в Санкт-Петербурге. В семнадцатилетнем возрасте, при весе 37 кг и росте 148 см, несмотря на противопоказания некоторых врачей, начал заниматься боксом.  Своим кумиром считал боксёра-профессионала Джека Демпси. Тренировался под руководством Алексея Кошкина и Владимира Осечкина на базе ленинградского спортивного общества «Василеостровский металлист».
Спустя полгода занятий был допущен к спаррингам. Трижды выигрывал первенство Ленинграда по боксу — в 1931, 1932 и 1934 года. В 1932 году занял третье место на первенстве РСФСР. На IV лично-командном первенстве СССР, которое проходило в Москве с 10 по 13 июля 1935 года, занял первое место в рамках полулёгкой весовой категории (до 57 кг). В 1940 году Бакуну было присвоено звание мастера спорта СССР. Всего за свою боксёрскую карьеру Алексей Бакун провёл 91 поединок, в 73 из них был признан сильнейшим. 
В 1936 году был портретируемым для картины «Портрет боксёра Бакуна» Владимира Лебедева. Ныне картина хранится в Омском областном музеи изобразительных искусств имени М. А. Врубеля.
В 1941 (по другим данным, в 1940) году был призван Ленинградским городским военным комиссариатом на службу в Красную армию. Участвовал в советско-финляндской войне 1939—1940 годов. В боях Великой Отечественной войны участвовал с 1941 года. Сражался на Волховском, Ленинградском, 3-м Прибалтийском и 1-м Украинском фронтах. В 1942 году был назначен на должность начальника военно-технического снабжения 533-го Одерского стрелкового полка 128-й стрелковой дивизии. 20 июня 1944 года получил лёгкое ранение. В 1943 году стал членом Всесоюзной коммунистической партии (большевиков). К июню 1945 года дослужился до капитанского звания.
Был награждён медалью «За оборону Ленинграда» (1943) и орденом Красной Звезды (Приказ по войскам 21-й армии от 6 июня 1945) — за своевременное обеспечение шанцевым инструментом, горючим и личное участие в разведке.
После окончания войны Алексей Александрович работал инженером на ленинградских предприятиях Балтийский завод и «Красная Заря». В 1975 году в Лениздате была издана книга Бакуна «Записки боксёра». Скончался в 1981 году.